# Àlex Garrido i Serra
Àlex Garrido i Serra és un expolític i escriptor català nascut a Manlleu, és llicenciat en Ciències Polítiques i de l'Administració, especialitzat en Relacions Internacionals. Ha cursat també estudis de Filologia Catalana, Traducció i Interpretació en llengües anglesa i alemanya, així com un màster en Polítiques Europees. També ha cursat estudis de solfeig i piano al Conservatori Superior de Música de Barcelona.
Ha sigut alcalde de Manlleu entre juny del 2015 i juny de 2023, després d'haver estat regidor d'Educació, Joventut, Cultura i Mitjans de Comunicació durant el mandat 2011-2015. Del 2013 al 2015 va ser primer tinent d'Alcalde de la ciutat. Actualment, a banda de l'alcaldia, segueix com a titular de les regidories d'Educació i Cultura, així com la de Règim Intern. Ha sigut també conseller comarcal, portaveu del grup comarcal d'Esquerra Republicana de Catalunya i president del Consell d'Alcaldes d'Osona. Ha format part de l'executiva de la Federació de Municipis de Catalunya, presidint l'àmbit de Cultura, Joventut i Esports. És també el vicepresident primer del Consorci del Ter i patró de l'ESMUC i del Consorci per a la Normalització Lingüística.
Compagina la seva activitat política amb la literatura. Com a escriptor, Àlex Garrido ha estat guardonat en diversos premis literaris (Premi Jacint Verdaguer, Premi Francesc Català de la Catalunya Nord o el Premi de Novel·la Ciutat d'Eivissa) i ha publicat diferents obres de narrativa.

## Polèmiques
L'octubre del 2020 va ser objecte de controvèrsia al aparèixer un vídeo a les xarxes socials on es podia veure Garrido en evident estat d'embriaguesa. Això va iniciar un debat dins i fora de les xarxes socials sobre la vida privada dels càrrecs públics i va propiciar també que Garrido presentés la seva dimissió de forma irrevocable. Després d'un retir espiritual a Montserrat, Garrido va anunciar que es retractava de la dimissió i que continuaria al capdavant de l'alcaldia de Manlleu.

## Llibres publicats
- (2008) Pisco Sour i altres històries, VVAA Brau Edicions, col·lecció Vela Llatina, 2008
- (2009) Regal d'aniversari i altres històries, VVAA Brau Edicions, col·lecció Vela Llatina, 2009
- (2009) La Palmavera .[S.l.]: Gerüst Edicions, 2009
- (2010) L'eixida i altres narracions, VII Premi de Narrativa curta Mn. Romà Comamala (en col·laboració), Cossetània Edicions, 2010
- (2010) Cara, creu i cantell : dues novel·les curtes i un conte a dues mans (en col·laboració) [Madrid] : ArtGerust, cop. 2010
- (2015) L'illot de la Haima, XXII Premi de Narrativa Ciutat d'Eivissa, Balàfia Edicions, 2015
- (2018) L'assistent del Tramoista, Témenos Edicions, 2018.